# Ponderal-Index
Der Ponderal-Index, auch Rohrer-Index genannt, ist eine Maßzahl zur Beurteilung des Körpergewichts (physikalisch korrekt der Körpermasse) in Relation zur Körpergröße, ähnlich dem Body-Mass-Index. Er wurde 1908 von dem Schweizer Physiologen Fritz Rohrer (1888–1926) eingeführt.  Im Unterschied zu diesem wird die Masse m jedoch durch die dritte Potenz der Körpergröße l geteilt, also auf ein (fiktives) Volumen statt auf eine Fläche bezogen:
{\displaystyle PI={\frac {m}{l^{3}}}}
mit {\displaystyle m} in kg und {\displaystyle l} in m.
Werte zwischen 11 und 13 kg/m3 entsprechen dabei Normalgewichtigkeit. Im Gegensatz zum BMI liefert der Ponderal-Index laut Ditmier auch für sehr kleine und sehr große Körpergrößen eine valide Aussage. Ursache hierfür ist, dass der Index die Bedingungen einer dimensionslosen Kennzahl der Ähnlichkeitstheorie für den Einfluss der Körpergröße erfüllt. Der bereits 1908 (zitiert in)
vorgeschlagene Index ist selbst für die Beurteilung der Geburtsmasse und der Masse von Kleinkindern geeignet, auch wenn sich die Normalwerte dann etwa verdoppeln, als Ausdruck der relativ geringen Beinlängen. Der Normalwert bei 12-monatigen Kleinkindern ist 24 kg/m3.
Bei Säuglingen und Kleinkindern wird der PI allerdings oft nach folgender Formel berechnet:
{\displaystyle PI_{\mathrm {k} }=100\,{\frac {m}{l^{3}}}}
mit {\displaystyle m} in g und {\displaystyle l} in cm.
Die Zahlenwerte PIk sind dann allerdings um den Faktor 10 kleiner als PI. Es sollte daher für alle Körpergrößen einheitlich die erste Formel benutzt werden, die auf den SI-Basiseinheiten Meter (m) und Kilogramm (kg) des  Internationalen Einheitensystems aufbaut.

## Beispieltabelle
| Körpergröße | Gewicht für PI = 11 | Gewicht für PI = 14 |
| ----------- | ------------------- | ------------------- |
| 150 cm      | 37 kg               | 47 kg               |
| 155 cm      | 41 kg               | 52 kg               |
| 160 cm      | 45 kg               | 57 kg               |
| 165 cm      | 49 kg               | 63 kg               |
| 170 cm      | 54 kg               | 69 kg               |
| 175 cm      | 59 kg               | 75 kg               |
| 180 cm      | 64 kg               | 82 kg               |
| 185 cm      | 70 kg               | 89 kg               |
| 190 cm      | 75 kg               | 96 kg               |
| 195 cm      | 82 kg               | 104 kg              |
| 200 cm      | 88 kg               | 112 kg              |